# AVS Futebol SAD
AVS Futebol SAD là một câu lạc bộ bóng đá Bồ Đào Nha hiện đang thi đấu ở Liga Portugal Betclic, giải hạng nhất của hệ thống giải bóng đá Bồ Đào Nha. Đội có trụ sở tại thị trấn Vila das Aves và chơi ở sân vận động CD Aves. Được thành lập vào năm 2023, câu lạc bộ là kết quả của việc đổi tên từ tên cũ UD Vilafranquense SAD sau khi chuyển đến Vila das Aves.

## Cầu thủ

### Đội hình hiện tại
Tính đến ngày 31/1/2024
Ghi chú: Quốc kỳ chỉ đội tuyển quốc gia được xác định rõ trong điều lệ tư cách FIFA. Các cầu thủ có thể giữ hơn một quốc tịch ngoài FIFA.
| Số | VT | Quốc gia   | Cầu thủ                        |
| -- | -- | ---------- | ------------------------------ |
| 1  | TM | Brasil     | Lucas Moura                    |
| 2  | HV | Bồ Đào Nha | Fernando Fonseca               |
| 3  | HV | Brasil     | Thiago Freitas                 |
| 5  | HV | Bồ Đào Nha | Jorge Teixeira                 |
| 6  | TV | Bồ Đào Nha | Fábio Pacheco                  |
| 7  | TV | Bồ Đào Nha | Luís Silva (đội trưởng)        |
| 8  | TV | Bồ Đào Nha | Bernardo Martins               |
| 10 | TV | Pháp       | Idrissa Dioh                   |
| 11 | TĐ | Brasil     | Stênio (mượn từ Cruzeiro)      |
| 12 | HV | Brasil     | Edson Paraíba                  |
| 13 | HV | Mozambique | Martinho (mượn từ Black Bulls) |
| 16 | TĐ | Colombia   | Yair Mena                      |
| 17 | TĐ | Ecuador    | John Mercado                   |
| 18 | TĐ | Brasil     | Nenê                           |

| Số | VT | Quốc gia   | Cầu thủ                                  |
| -- | -- | ---------- | ---------------------------------------- |
| 19 | TĐ | Brasil     | Talles Wander                            |
| 20 | TV | Bồ Đào Nha | João Amorim                              |
| 22 | HV | Brasil     | Léo Alaba                                |
| 23 | TV | Bồ Đào Nha | Gustavo Mendonça                         |
| 26 | TV | Cabo Verde | Vasco Lopes                              |
| 40 | HV | Brasil     | Clayton                                  |
| 41 | HV | Pháp       | Anthony Correia                          |
| 47 | TV | Brasil     | Jonatan Lucca                            |
| 70 | TĐ | Brasil     | Samuel Granada (mượn từ Fluminense)      |
| 88 | TM | Bồ Đào Nha | Pedro Trigueira                          |
| 90 | TĐ | Nigeria    | Tunde Akinsola (mượn từ Real Valladolid) |
| 93 | TM | Brasil     | Simão Bertelli                           |
| 98 | HV | Brasil     | Zé Ricardo                               |